# Adam Michał Humnicki
Adam Michał Humnicki herbu Gozdawa (zm. przed 2 maja 1735 roku) – starosta horodelski od 1711 roku, sędzia wojsk koronnych.
Jako poseł na sejm konwokacyjny 1733 roku z ziemi przemyskiej był członkiem konfederacji generalnej zawiązanej 27 kwietnia 1733 roku na tym sejmie